# Metalectra tactus
Metalectra tactus là một loài bướm đêm trong họ Erebidae.